# グレナディーン諸島

グレナディーン諸島

グレナディーン諸島（グレナディーンしょとう、Grenadine Islands）は、カリブ海のウィンドワード諸島を構成する諸島。英語ではグレナディーンズ（Grenadines）と呼称されることが多い。平坦な島々で、大部分がサンゴ礁から成っている。政治的にはセントビンセント・グレナディーンとグレナダの2か国に南北で分割されている。
セントビンセント島からグレナダ島まで100キロメートル以上の範囲の中に、600を超える島が点在している。ただし大半の島は農業に向かないため、人が住んでいる島はごくわずかである。観光産業が盛んで、マスティク島やユニオン島などは国際的なジェット族の遊興地として知られているが、特にマスティク島は、ミック・ジャガーやイギリスのマーガレット王女など著名人が建てた別荘があり、よく訪れるという。一部からは独立を求める声がある。
世界遺産の暫定リストに掲載されており、セントビンセント・グレナディーンは2012年6月18日、グレナダは2013年11月18日にそれぞれ自国領のグレナディーン諸島を複合遺産として推薦している。世界遺産の登録に向けて、両政府間の協力も模索されている。
グレナディーン諸島の面積約74平方キロメートルのうち、グレナダ領の面積は約34平方キロメートルで、セントビンセント・グレナディーン領の面積は約45平方キロメートルである。また行政上はセントビンセント・グレナディーンがセント・ジョージ教区およびグレナディーン教区の2行政教区、グレナダはカリアクおよびプティト・マルティニーク属領とセント・パトリック教区に分割されている。

## 主な島

### セントビンセント・グレナディーン領
セント・ジョージ教区に所属している島はどちらもセントビンセント島の沿岸部に位置しており、ベキア島とは距離がある。どちらも定住者はいない。
- ヤング島（英語版）（Young Island）
- デュヴェルネット島（ドイツ語版）（Duvernette）

次にグレナディーン教区に所属している主な島を北から南の順に列挙する。教区の面積は42.7平方キロメートル、人口は10,275人（2017年推計）。主な都市はベキア島のポート・エリザベス。
- ベキア島（Bequia）
- カトル島（英語版）（Quatre、正式名称はIsle à Quatre）
- プティ・ネイビス島（英語版）（Petit Nevis）
- ピジョン島（英語版）（Pigeon Island）
- バトウィア島（英語版）（Battowia）
- バリソー島（英語版）（Baliceaux）
- オール・アワッシュ島（ドイツ語版）（All Awash Island）
- ピロリー諸島（ドイツ語版）（The Pillories、Les Piloris）
- マスティク島（Mustique）
- ラビット島（ドイツ語版）（Rabbit Island）
- プティ島（ドイツ語版）（Petit Cay）
- プティ・マスティク島（英語版）（Petite Mustique）
- サヴァン島（英語版）（Savan）
- サヴァン岩（Savan Rock）
- プティ・カノーアン島（英語版）（Petiti Canouan）
- カノーアン島（Canouan）
- L’Islot
- カトリック島（ドイツ語版）（Catholic Island）
- メイルー島（Mayreau）
- トバゴ諸島（Tobago Cays）
- ユニオン島（Union Island）
- パーム島（英語版）（Palm Island）
- プティ・セントビンセント島（Petit Saint Vincent）

### グレナダ領
グレナダではグレナディーン諸島のうち国内北部（セントビンセント・グレナディーン国境近辺）を属領としており、将来は自治政府が設立される予定である。次に挙げるのはカリアクおよびプティト・マルティニーク属領に含まれる主な島である。属領の面積は34平方キロメートル、人口は6,010人（2019年推計）。属領の主都はカリアク島のヒルズボロ。
- カリアク島（Carriacou）
- フリゲート島（英語版）（Frigate Island）
- ラージ島（英語版）（Large Island）
- プティト・マルティニーク島（Petite Martinique）
- サリーン島（英語版）（Saline Island）

次に挙げている島嶼は属領には含まれておらず、本土のグレナダ島にあるセント・パトリック教区が管轄している。
- カイル島（英語版）（Caille Island）
- ダイアモンド島（英語版）（Diamond Island）
- Les Tantes
- ロンデ島（英語版）（Ronde Island）